# Lawai
Lawai és una concentració de població designada pel cens dels Estats Units a l'estat de Hawaii. Segons el cens del 2000 tenia 1.984 habitants.

## Demografia
Segons el cens del 2000, Lawai tenia 1.984 habitants, 711 habitatges, i 531 famílies La densitat de població era de 201,43 habitants per km².
Dels 711 habitatges en un 32,2% hi vivien nens de menys de 18 anys, en un 60,6% hi vivien parelles casades, en un 9,1% dones solteres, i en un 25,3% no eren unitats familiars. En el 18,8% dels habitatges hi vivien persones soles el 6,2% de les quals corresponia a persones de 65 anys o més que vivien soles. El nombre mitjà de persones vivint en cada habitatge era de 2,79 i el nombre mitjà de persones que vivien en cada família era de 3,18.
Per edats la població es repartia de la següent manera: un 24,8% tenia menys de 18 anys, un 7,2% entre 18 i 24, un 27,7% entre 25 i 44, un 26,9% de 45 a 64 i un 13,4% 65 anys o més.
L'edat mediana era de 39,3 anys. Per cada 100 dones hi havia 105,81 homes. Per cada 100 dones de 18 o més anys hi havia 104,25 homes.
La renda mediana per habitatge era de 55.662 $ i la renda mediana per família de 60.750 $. Els homes tenien una renda mediana de 34.479 $ mentre que les dones 30.761 $. La renda per capita de la població era de 22.884 $. Aproximadament el 2,7% de les famílies i el 4,9% de la població estaven per davall del llindar de pobresa.

## Poblacions més properes
El següent diagrama mostra les poblacions més properes.